# 滦柏输水干渠
滦柏输水干渠也称新滦河、柏各庄输水干渠、滦河下游输水干渠，位于中华人民共和国河北省唐山市境内的一项大型引水工程，为唐山市东南部水稻产区主要水源工程。干渠渠首位于滦州市响嘡街道夏庄子村东南滦河右岸的岩山渠首，向西南流经滦南县南部，止于滦南县柏各庄镇东南的西灌区总分水闸，全长64.5千米。
输水干渠最早开挖于1941年，是侵华日军为了开垦滦南县南部沿海荒滩而开挖。1955年，为开发滨海盐碱荒地，建立了河北国营柏各庄农场，在之前的基础上开挖了滦柏输水干渠，1958年竣工，设计灌溉面积2.56万公顷。1976年，输水干渠因唐山大地震遭到严重破坏。1977～1980年进行了修复。
输水干渠建成后使得沿海“不毛之地”变成鱼米之乡，成为河北省优质商品粮基地，灌区水产养殖面积为河北省之最。